# گیم بوی ادونس اس‌پی
گیم بوی ادونس اس‌پی  (یا به اختصار:GBA) ، منتشر شده در فوریه ۲۰۰۳، یک کنسول بازی دستی نسل ششم است که توسط نینتندو تولید، منتشر و به بازار عرضه شده‌است که به عنوان نسخه ارتقا یافته گیم بوی ادونس کار می‌کند. «اس‌پی» (به انگلیسی: SP) در واقع نام مخفف «Special» (به معنای ویژه) است. این آخرین کنسول خانوادهٔ گیم بوی ادونس قبل از گیم بوی میکرو است که در سپتامبر ۲۰۰۵ منتشر شد. خط گیم بوی ادونس با شروع عرضه نینتندو دس اس اصلی در نوامبر ۲۰۰۴ توسط خانواده نینتندو دی اس دنبال شد.

## مدل دارای نور پس‌زمینه (AGS-101)

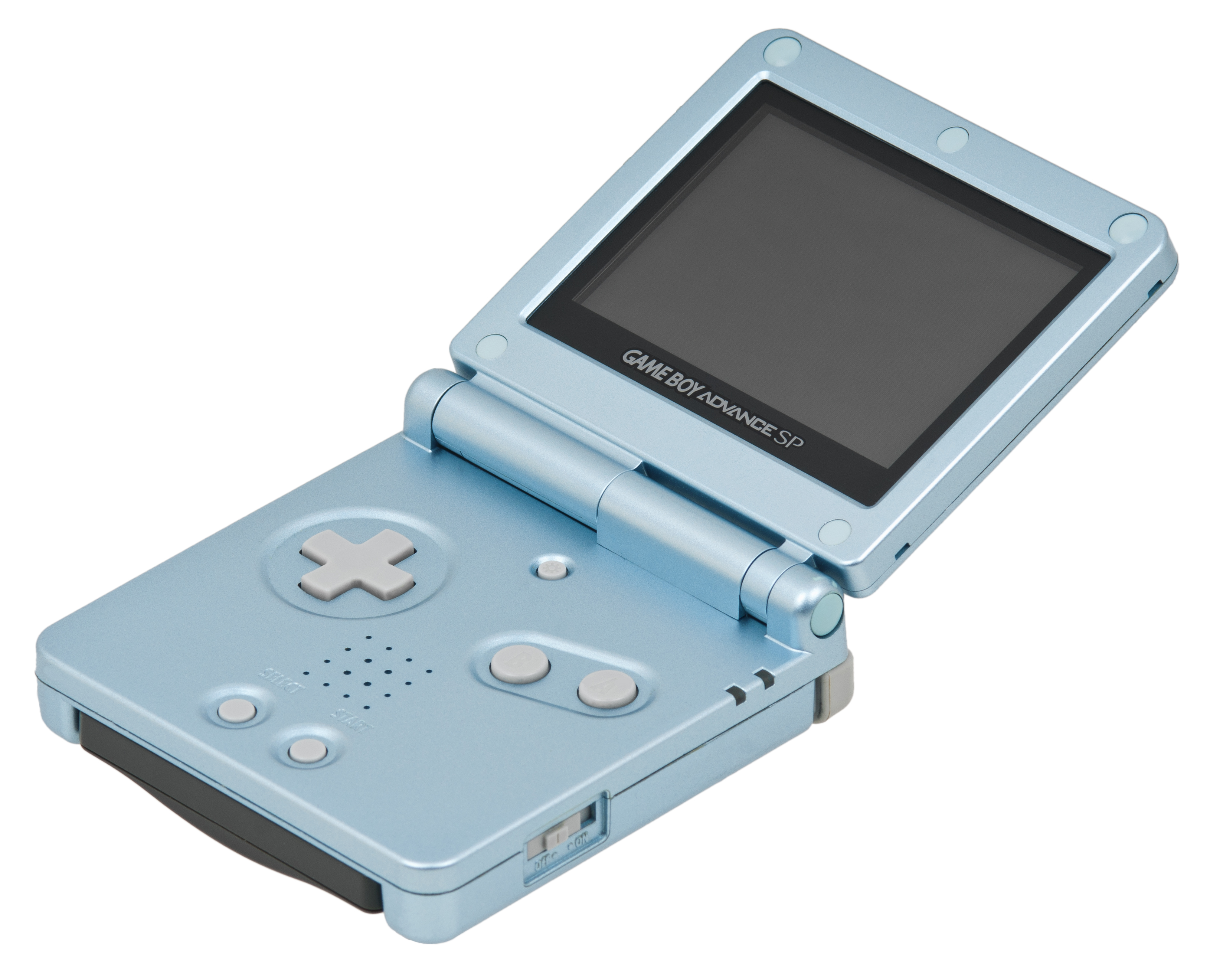
مدل مروارید آبی AGS-101 GBA SP که دارای صفحه نمایش با نور پس زمینه بهبود یافته‌است.

در سپتامبر ۲۰۰۵، در حدود زمان انتشار گیم بوی میکرو، نینتندو نسخه بهبود یافته گیم بوی ادونس اس‌پی را در آمریکای شمالی منتشر کرد که دارای صفحه نمایش با نور پس‌زمینه روشن‌تر به جای صفحه جلوی نسخه قبلی است.